# Odsherred læser
Odsherred Læser er en litteratur- og læsefestival for børn og unge i Odsherred, der foregår i uge 45 hvert år. 
Festivalen startede under navnet Litteratur- og læsefestival for børn og unge i Odsherred i 2012, mens Odsherred Læser var et læseprojekt på Odsherreds Biblioteker og kulturhuse. 
Odsherred Læsers mål er at alle børn og unge i alderen 0-20 år skal 
- møde en forfatter, illustrator eller fortæller
- deltage i en sjov aktivitet, der øger læselyst og nysgerrighed

og at alle lærere, gymnasielærere, pædagoger og dagplejere i Odsherred Kommune skal
- have inspiration til god litteraturformidling på festivalens to konferencer og gennem mødet med forfattere, bøger og aktiviteter

Festivalen foregår i alle biblioteker, kulturinstitutioner og skoler, gymnasium og dagtilbud, i kirker, i naturen og på hemmelige steder. 
Det er den største litteratur- og læsefestival for børn og unge i Danmark målt på indbyggertal.

Det er Odsherred Kommune, der er festivalens arrangør i samarbejde med alle kulturinstitutioner, kirker og erhvervsliv. 
Festivalen er fondsstøttet af Statens Kunstfond og private fonde og donorer.

## Priser
Festivalens projektleder Anne-Marie Donslund har for festivalen modtaget: Blixenprisen for bedste litteraturformidling 2019, Klods Hans Prisen 2019 og Poul Johansens Kulturpris 2019.